# Hakeem Jeffries
Hakeem Sekou Jeffries (Brooklyn, 4 de agosto de 1970) es un político y abogado estadounidense que se desempeña como miembro de la Cámara de Representantes de los Estados Unidos por el 8.º distrito congresional de Nueva York desde 2013. Miembro del Partido Demócrata, representa un distrito que cubre partes del este de Brooklyn y el suroeste de Queens en la ciudad de Nueva York. 
Anteriormente fue abogado corporativo de profesión, trabajó para Paul, Weiss, Rifkind, Wharton & Garrison, luego Viacom y CBS, antes de postularse y servir en la Asamblea del Estado de Nueva York de 2007 a 2012, en representación del distrito 57 de la Asamblea. Jeffries ha presidido el Caucus Demócrata de la Cámara desde 2019.

## Vida personal
Jeffries está casado con Kennisandra Arciniegas-Jeffries, una trabajadora social del Fondo de Beneficios de 1199 SEIU. Tienen dos hijos y viven en Prospect Heights.
El hermano menor de Jeffries, Hasan Kwame Jeffries, es profesor asociado de historia en la Universidad Estatal de Ohio. Es el autor de Bloody Lowndes: Civil Rights and Black Power in Alabama's Black Belt. Jeffries es sobrino de Leonard Jeffries, ex profesor del City College de Nueva York.